# Вішурка (притока Ниші)
Вішу́рка (рос. Вишурка) — річка в Росії, права притока річки Ниша. Протікає по території Можгинського району Удмуртії.
Річка починається на південній околиці присілку Ниша Можгинського району. Протікає на північний схід. Впадає до річки Ниша на території присілку Ком'як. Більша частина річки протікає через лісові масиви.
Довжина річки — 7 км. Висота витоку — 178 м, висота гирла — 151 м, похил річки — 3,9 м/км.
На річці розташовані населені пункти Сосмак та Ком'як.
| Річка | Це незавершена стаття про річку. Ви можете допомогти проєкту, виправивши або дописавши її. |